# Internationell upphovsrättsförordning
Internationell upphovsrättsförordning (1994:193) är en svensk förordning som innehåller föreskrifter om tillämpning av den svenska upphovsrättslagen. Enligt förordningen ska upphovsrättslagen tillämpas i Sverige, på medborgare och juridiska personer i länder som är medlemmar i Europeiska ekonomiska samarbetsområdet.
Förordningen gäller även för verk uppförda av personer i länder som är medlemmar av
- Bernkonventionen - skyddet enligt svensk lag skall inte gälla när skyddstiden i verkets hemland har gått ut
- Världskonventionen om upphovsrätt - skyddet enligt svensk lag skall inte gälla när skyddstiden i verkets hemland har gått ut
- Romkonventionen - skyddet ska inte gälla när skyddstiden har gått ut i det land där framförandet, ljudupptagningen eller utsändningen gjordes.
- Den europeiska televisionsöverenskommelsen - skyddet ska inte gälla när skyddstiden har gått ut i det land där utsändningen ägde rum eller televisionsföretaget har sitt säte.
- Avtalet om handelsrelaterade aspekter av immaterialrätter - länder anslutna till WTO

Förordningen beskriver även upphovsrättslagens tillämpning på utgivna och outgivna verk av Förenta nationerna, dess fackorgan samt organisationen av amerikanska stater.
Upphovsmannarätten finns även fastslagen i FN:s deklaration om de mänskliga rättigheterna, artikel 27 moment 2:
"Envar har rätt till skydd för de moraliska och materiella intressen, som härröra från varje vetenskapligt, litterärt eller konstnärligt verk, till vilket han är upphovsman."

## Källhänvisningar
1. ↑  "Internationell upphovsrättsförordning (1994:193)". Arkiverad 10 maj 2006 hämtat från the Wayback Machine. notisum.se. Läst 14 mars 2015.